# اکشن اکسپرس ریسینگ

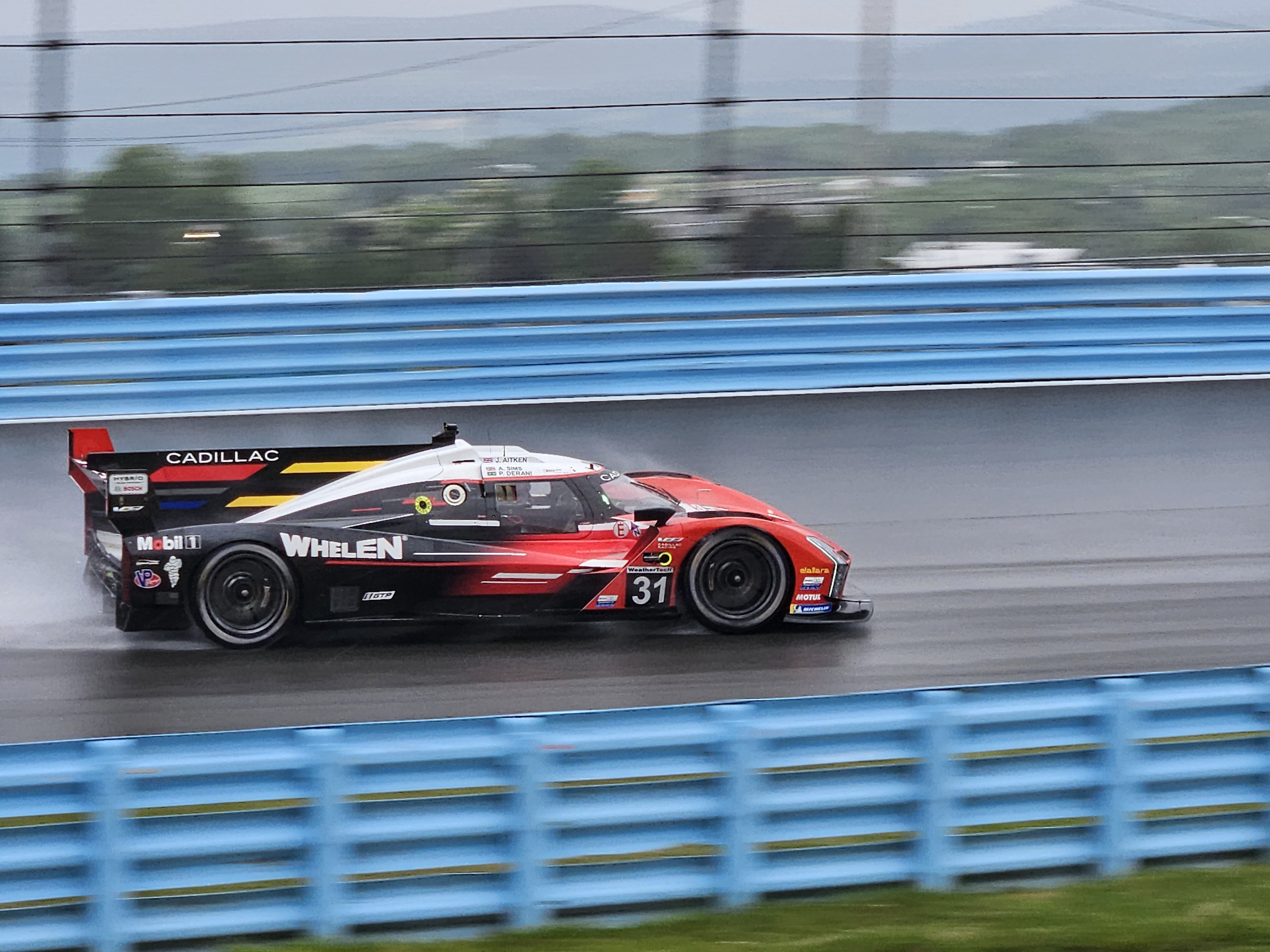
کادیلاک وی سریز، خودرو تیم اکشن اکسپرس در مسابقات ایمسا

اکشن اکسپرس ریسینگ یا به اختصار (AXR) یک تیم اتومبیلرانی اسپرت است که در حال حاضر در مسابقات قهرمانی خودروهای ورزشی ایمسا شرکت می کند.  این تیم متعلق به جیم فرانس، مدیر عامل نسکار است و توسط باب جانسون و رئیس سابق خدمه قهرمان نسکار، گری نلسون اداره می شود.  این تیم که در دنور، کارولینای شمالی مستقر است، در حال حاضر خودرو هایپر کار کادیلاک وی سریز با شماره ۳۱ و با رانندگی جک ایتکن، پیپو درانی و تام بلومکویست را ارائه می‌کند.

## نتایج مسابقات

### مسابقه ۲۴ ساعته لمانز
| سال  | تیم                | شماره خودرو | خودرو              | رانندگان                           | کلاس      | دور | Pos.  | Class Pos. |
| ---- | ------------------ | ----------- | ------------------ | ---------------------------------- | --------- | --- | ----- | ---------- |
| ۲۰۲۳ | اکشن اکسپرس ریسینگ | ۳۱۱         | کادیلاک وی-سریز.آر | جک ایتکن پیپو درانی الکساندر سیمس  | هایپر کار | ۳۲۴ | ۱۷ ام | دهم        |
| ۲۰۲۴ | ولن کادیلاک ریسینگ | ۳۱۱         | کادیلاک وی-سریز.آر | جک ایتکن پیپو درانی فلیپه دروگوویچ | هاپرکار   | ۲۸۰ | ۲۹ ام | پانزدهم    |